# بيل وايت (محامي)
بيل وايت (بالإنجليزية: Bill White) هو محامي أمريكي، ولد في 17 ديسمبر 1945 في جاكسونفيل في الولايات المتحدة.